# Comtat de Foix
El comtat de Foix fou una jurisdicció feudal del Llenguadoc, avui és al departament de l'Arieja, França. Els comtes de Foix governaren aquest comtat independent durant l'edat mitjana, des dels voltants de l'any 900 fins a la seva integració a la Corona Francesa el 1607.
Segons la proposta del diari Jornalet de divisió administrativa d'Occitània, basada en l'obra de Frederic Zégierman Le Guide des pays de France, el territori de l'antic Comtat formaria la subregió del Comtat de Foix ubicada dins la regió del Llenguadoc, que contindria 6 parçans (comarques occitanes): la Baixa Areija, el Donasà, el País de Foix, el Sabartès, el Seron i Vic de Sòs.

## Història

### Origen dels comtes de Foix
Cal cercar l'origen de Foix en els comtes de Comenge. El primer comte sembla que fou Asnar però no és clar si va arribar a portar el títol. Va morir vers 935 i va tenir dos fills:
El primer Arnau I de Comenge es va casar amb Arsenda comtessa hereva de Carcassona i Rasès unint-se ambdós llinatges breument. A la seva mort va repartir el dominis: Roger el Vell va rebre el Carcassès o Carcassonès (Comtat de Carcassona) i és de suposar que els drets feudals sobre la part sud del comtat de Comenge governada per germà d'Arnau I (oncle de Bernat), és a dir una part del Comtat de Comenge; Odó I el Comtat de Rasès; Garcia el Comtat d'Aura; Ramon I part del comtat de Comenge (una part del nord) i Ameli Simplici la resta del nord del Comtat de Comenge.
El segon fill d'Asnar, i germà o germanastre d'Arnau I, es deia Roger I i governava les terres del sud del Comtat de Comenge en feu de Tolosa, probablement el Coserans. Roger I al morir va deixar el seu domini al seu fill Arnau II, que va ser comte probablement de Coserans (tot i que es titulava comte de Comenge).
Bernat, fill de Roger el Vell de Carcassona, va rebre al morir el seu pare (1012) les terres de Foix, al sud del territori, que probablement li van correspondre a la seva branca en el repartiment del comtat de Comenge del 935, i fou l'origen de la casa comtal de Foix. El títol de Bernat fou comte de Comenge i senyor de Foix que a la següent generació es va canviar per Comtes de Foix.

### El camí dels comtes cap al tron de França
La casa comtal es va unir el 1290 amb Bearn. Extinta va passar als Castellbò i als Grailly, i després als Albret i Navarra, per acabar essent incorporat a França en arribar a rei de França Enric que ho era de Navarra. El comtat fou incorporat a la corona el 1589 (decret d'annexió el 1607), mentre que Bigorra i Bearn no ho van ser formalment fins al 1620. El detall dels fets de cada comte es pot trobar a les seves biografies.

## Llista de comtes de Foix

### Dinastia de Foix

Escut que representa les armes dels comtes de Foix, però que no va existir mai en aquest format, ja que els tres pals apareixen per primera vegada quarterats amb les del vescomtat de Bearn. Anteriorment van fer servir Pals en nombre indefinit

- 1012-1034: Bernat I de Foix, fill de Roger I de Carcassona, fou senyor de Foix i creà el títol de comte pels seus successors
- 1034-1064: Roger I de Foix, comte de Bigorra i Couserans i fill de l'anterior
- 1064-1071: Pere I de Foix, germà de l'anterior
- 1071-1124: Roger II de Foix, fill de l'anterior
- 1124-1148: Roger III de Foix, fill de l'anterior
- 1148-1188: Roger Bernat I de Foix, fill de l'anterior
- 1188-1223: Ramon Roger I de Foix, fill de l'anterior
- 1223-1241: Roger Bernat II de Foix, fill de l'anterior
- 1241-1265: Roger IV de Foix, fill de l'anterior
- 1265-1302: Roger Bernat III de Foix, fill de l'anterior

### Casal de Foix-Bearn

Escut d'Armes dels comtes de Foix i vescomtes de Bearn

títol comtal 1302: comte de Foix; vescomte de Bearn
- 1302-1315: Gastó I de Foix i VIII de Bearn, fill de l'anterior
- 1315-1343: Gastó II de Foix i IX de Bearn, fill de l'anterior
- 1343-1391: Gastó III de Foix i X de Bearn, fill de l'anterior

títol comtal 1391: comte de Foix; vescomte de Bearn i Castellbò
- 1391-1398: Mateu I de Foix, fill de Roger Bernat II de Castellbó i cosí de l'anterior
- 1398-1413: Isabel de Foix, germana de l'anterior i casada el 1381 amb Arquimbald de Grailly

### Dinastia Grially
títol comtal 1398: comte de Foix i Bigorra; vescomte de Bearn i Castellbò
- 1398-1413: Arquimbald de Grailly, espòs de l'anterior i senyor de Grially (comte pel seu matrimoni amb Isabel de Foix)
- 1413-1436: Joan I de Foix, fill de l'anterior
- 1436-1472: Gastó IV de Foix, XI de Bearn i II de Bigorra, fill de l'anterior

títol comtal 1479: rei de Navarra; comte de Foix i Bigorra; vescomte de Bearn i Castellbò
- 1472-1483: Francesc I de Navarra, rei de Navarra i net de l'anterior
- 1483-1517: Caterina I de Navarra, reina de Navarra, germana de l'anterior i casada el 1484 amb Joan III Albret

### Dinastia Albret
- 1484-1516: Joan III Albret, espòs de l'anterior (comte pel seu matrimoni)
- 1517-1555: Enric II de Navarra, fill de l'anterior
- 1555-1572: Joana III de Navarra, filla de l'anterior i casada el 1548 amb Antoni de Borbó

### Dinastia Borbó
- 1555-1562: Antoni de Borbó, espòs de l'anterior (comte pel seu matrimoni)
- 1572-1610: Enric III de Navarra, fill de l'anterior i rei de França

### Incorporació a França
El 1589 Enric III de Navarra esdevé rei de França i el títol de rei de Navarra i comte de Foix passa de facto a la corona francesa. El 1607 és publicat el decret d'annexió del comtat de Foix a la corona, i el 1620 és publicat el del comtat de Bigorra i Bearn.